# 6410 Fujiwara
6410 Fujiwara è un asteroide della fascia principale. Scoperto nel 1992, presenta un'orbita caratterizzata da un semiasse maggiore pari a 2,7717571 UA e da un'eccentricità di 0,2264161, inclinata di 8,67770° rispetto all'eclittica.